# Sergej Viktorovič Dolmatov
Sergej Viktorovič Dolmatov (in russo Сергей Викторович Долматов?; Kiselëvsk, 20 febbraio 1959) è uno scacchista russo, sovietico fino al 1992, grande maestro.
Si mise in luce vincendo nel 1978 a Graz il campionato del mondo juniores. Divenne maestro internazionale nello stesso anno e grande maestro nel 1982.

## Principali risultati
- 1979 : vince il torneo "Amsterdam Masters"
- 1981 : 1º a Bucarest e a Hradec Králové
- 1982 : 2º a Minsk dietro a Vitalij Ceškovskij
- 1983 : 1º a Frunze e a Barcellona
- 1985 : 1º a Tallinn
- 1990 : vince il torneo di Hastings 1989/90
- 1992 : alle olimpiadi di Manila vince con la Russia la medaglia d'oro di squadra
- 2000 : vince il torneo open di Linares

Nell'interzonale di Manila 1990, valido per la qualificazione al ciclo di campionato del mondo del 1993, fu tra i dieci giocatori che ottennero l'accesso al torneo dei candidati, ma nel match degli ottavi di finale perse contro Artur Jusupov 5,5-4,5.
In apertura gioca quasi sempre 1. e4; coi neri Il suo repertorio comprende la difesa olandese, la difesa est-indiana  e la difesa francese.